# Josef Bohuslav Foerster
Josef Bohuslav Foerster (født 30. december 1859 i Detenice, Tjekkiet – død 29. maj 1951 i Nový Vestec, Tjekkiet) var en tjekkisk komponist.
Han har komponeret 5 symfonier, 1 cellokoncert, 5 operaer, og et symfonisk digt over Cyrano de Bergerac, 5 strygerkvartetter og 3 pianotrioer og 2 violinkoncerter.
Foerster komponerer i en personlig stil med elementer fra mystik til realisme.

## Værker
- Symfoni nr. 1 (1887-1888) - for orkester
- Symfoni nr.  2 "Til minde om Sororis Mariae" (1892-93) - for orkester
- Symfoni nr.  3 "Livet" (1894) - for orkester
- Symfoni nr. 4 "Påske aften" (1905) - for orkester
- Symfoni nr. 5 "Til minde om Fili" (1929) - for orkester
- Cyrano de Bergerac – (symfonisk digt) (1903) - for orkester
- 2 Violinkoncerter (1910, 1918 rev. 1926) - for violin og orkester
- Cellokoncert (1930) - for cello og orkester
- "Deborah" (1890-91) - opera
- "Eva" (1895–97) - opera
- "Jessica" (1902-04 rev. 1906) - opera
- "Uovervindelighed"(1906 rev. 1917) - opera
- "Hjerte" (1921-1922) - opera
- "Bloud" (1935-1936) - opera
- 3 trioer (1883, 1894, 1919 rev.1921) - for klaverer
- 5 Strygerkvartetter (1888, 1893, 1907, 1943-1944, 1951)
- 2 cello sonater (1898, 1928) - for cello og klaver